# Carved in Stone (álbum de Vince Neil)
Carved in Stone es el segundo álbum del cantante de Mötley Crüe, Vince Neil, que fue lanzado en 1995.
Cuenta con el guitarrista Brent Woods, que previamente había tocado para la banda Wildside y que también, más tarde, sería guitarrista en las giras de Warrant.
El baterista Vik Foxx también fue miembro en las giras de Warrant, pero no coincidió con Brent Woods.

## Lista de canciones
1. "Breakin' in the Gun" (Frederickson, Fredricksen) – 3:52
2. "The Crawl" (Crane, Foxx, Frederickson) – 4:17
3. "One Way" (Frederickson, Fredricksen) – 3:51
4. "Black Promises" (Crane, Foxx, Frederickson) – 4:52
5. "Skylar's Song" (Crane, Neil, Woods) – 4:58
6. "Make U Feel" (Frederickson, Fredricksen) – 4:01
7. "Writing on the Wall" (Crane, Foxx, Frederickson) – 4:50
8. "Find a Dream" (Crane, Foxx, Frederickson) – 4:54
9. "One Less Mouth to Feed" (Frederickson, Fredricksen) – 3:36
10. "The Rift" (Christiansen, Frederickson) – 3:57
11. "Lust For Life" (*Japanese bonus track*)
12. "25 or 6 to 4" (*Japanese bonus track*)

## Personal
- Vince Neil - Voz
- Brent Woods - Guitarra
- Robbie Crane - Bajo
- Vik Foxx - Batería

- Datos: Q255614